# 寺下湖
寺下湖是一个位于中国江西省九江市的淡水湖，面积约为6.23平方千米，属于长江区。它的一级流域为长江流域，二级流域为长江干流水系。